# Оксанченко, Александр Яковлевич
Окса́нченко Алекса́ндр Яко́влевич (укр. Оксанченко Олександр Якович; 26 апреля 1968, Маломихайловка, Днепропетровская область — 25 февраля 2022, Киев) — украинский лётчик I класса, полковник. С 2020 по 2022 год — депутат Миргородского городского совета 8-го созыва. Участник войны в Донбассе. Почётный гражданин города Миргорода. Герой Украины (28 февраля 2022, посмертно).

## Биография
Родился 26 апреля 1968 года в селе Маломихайловка Покровского района Днепропетровской области. В 1975—1985 годах учился в Маломихайловской средней школе.
С 1985 по 1989 год учился в Харьковском высшем военном авиационном училище лётчиков. В 1989—2018 годах проходил военную службу на лётных должностях от лётчика-инструктора до заместителя командира воинской части по лётной подготовке: до 1996 года в Днепропетровске.
На момент аннексии Крыма Россией находился на авиабазе Бельбек. Противостоял попыткам её занятия военнослужащими России, а после её занятия в марте 2014 года выбрал переезд на материковую Украину, где продолжил службу в ВВС Украины.
Инструктор-пилот воинской части А1356 в Миргороде. Полковник запаса, военный лётчик I класса.
Общий налёт составляет более двух тысяч часов. Стал известен после полётов на авиационных шоу — SIAF, The Royal International Air Tattoo, International Airshow-2017, Czech International Air Fest. Неоднократно представлял Украину и занимал призовые места на авиационных показах в Великобритании, Венгрии, Румынии, Польше, Словакии, Чехии, Дании, Бельгии, Мальте.
В 2016 году признан человеком года в Миргороде. Почётный гражданин города Миргорода.
Участник войны в Донбассе. С ноября 2020 — депутат Миргородского городского совета 8-го созыва.
25 февраля 2022 года при вторжении России на Украину погиб в воздушном бою над Киевом.
За особое мужество и героизм, проявленные при защите государственного суверенитета и территориальной целостности Украины, верность воинской присяге полковнику Оксанченко Александру Яковлевичу 28 февраля 2022 года посмертно присвоено звание Герой Украины и он удостоен ордена «Золотая Звезда».

## Семья
Был женат, осталось две дочери.

## Награды
- Орден Данилы Галицкого;
- Орден «Золотая Звезда» (посмертно, 28 февраля 2022 года).
- Медаль «За военную службу Украине» (24 августа 2013 года) - за весомый личный вклад в защиту государственного суверенитета, обеспечение конституционных прав и свобод граждан, укрепление экономической безопасности государства, высокопрофессиональное исполнение служебного долга и по случаю 22-й годовщины независимости Украины[9].